# Prosopocera ferrierei
Prosopocera ferrierei är en skalbaggsart som beskrevs av Stefan von Breuning 1950. Prosopocera ferrierei ingår i släktet Prosopocera och familjen långhorningar.
Artens utbredningsområde är Zimbabwe. Inga underarter finns listade i Catalogue of Life.